# Dzhankói
Dzhankói (en ucraniano y en ruso: Джанко́й) es una ciudad situada en la Crimea y es el centro administrativo del raión de Dzhankói. Su soberanía está discutida con Ucrania, ya que esta no reconoce el referéndum de 2014 sobre su anexión a Rusia. Está situada en la parte septentrional de Crimea, a 87 kilómetros al norte de Simferópol.

## Historia
En el dialecto local del tártaro de Crimea, Dzhankói significa ciudad nueva. La localidad obtuvo el estatus de ciudad en 1926.

## Clima

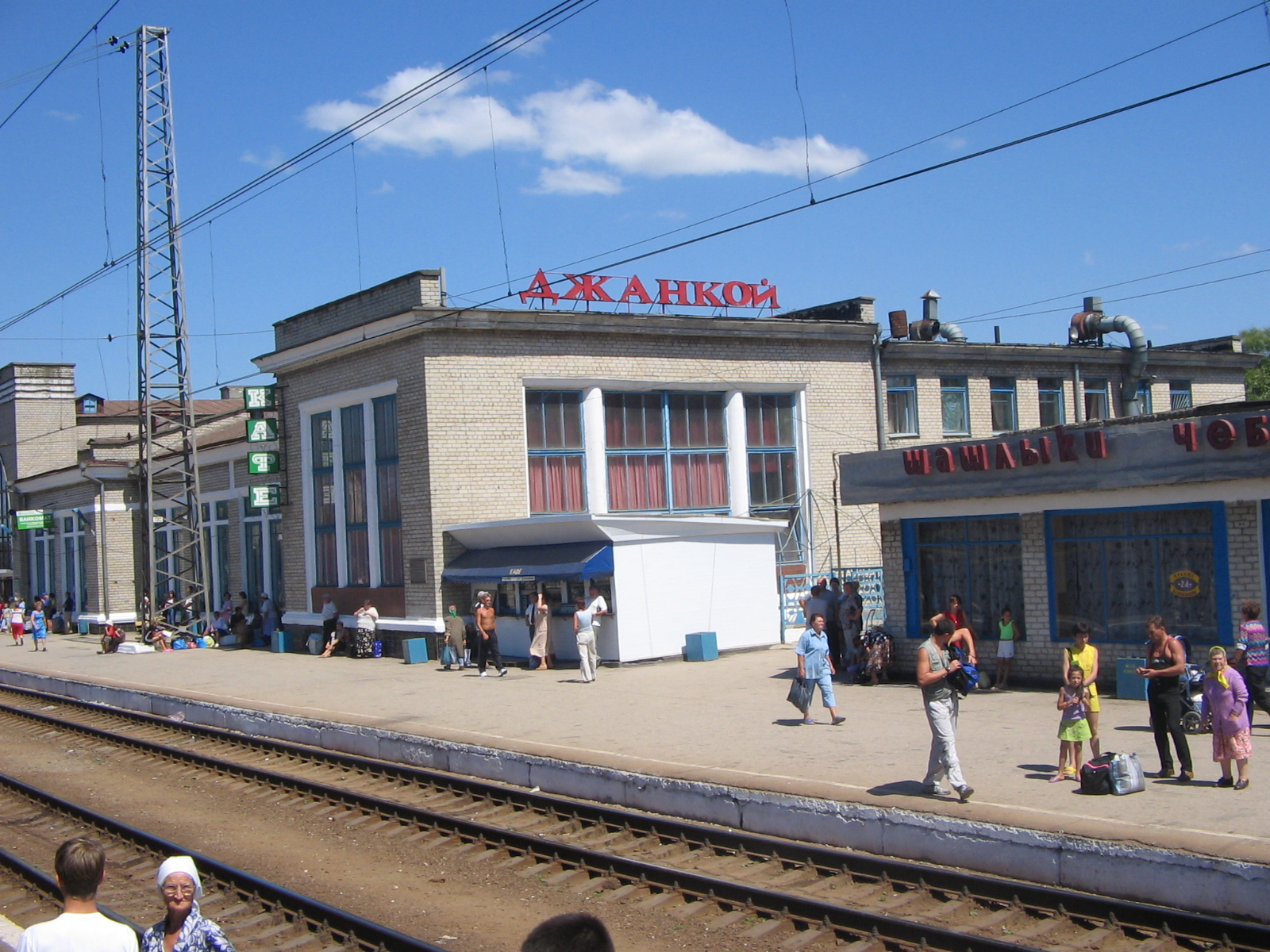
Estación de tren.

El clima de Dzhankói es caluroso en verano y moderadamente frío en invierno. Las temperaturas oscilan entre los -1,8 °C en enero y los 23,3 °C en julio. Las precitaciones son de unos 418 mm anuales.

## Economía
Las vías ferreras Járkov - Sebastopol y Armiansk - Kerch se cruzan en Dzhankói. La ciudad posee industrias dentro de los sectores del automóvil, materiales de construcción, textiles y alimentación.

## Población
| 1805 | 1926  | 1939   | 1970   | 1989   | 2001   | 2006   |
| ---- | ----- | ------ | ------ | ------ | ------ | ------ |
| 173  | 8.310 | 19.576 | 43.000 | 53.464 | 42.861 | 39.700 |